# Ion Scărlătescu

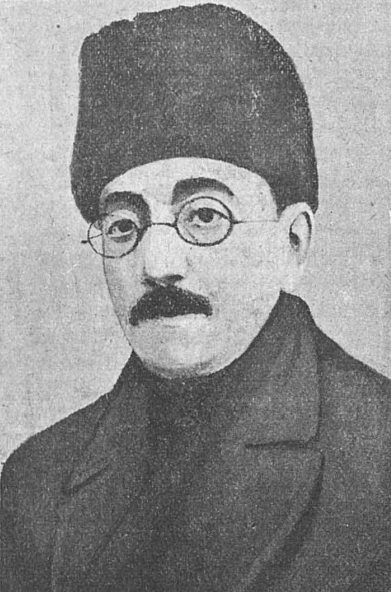
Ion Scărlătescu

Ion Scărlătescu (auch Ioan Scărlătescu; * 16. April 1872 in Bukarest; † 19. September 1922 ebenda) war ein rumänischer Pianist, Komponist, Musikpädagoge und Schriftsteller.

## Leben
Scărlătescu studierte am Bukarester Konservatorium (heute Nationale Musikuniversität Bukarest) und vervollkommnete seine Ausbildung in Paris und Wien u. a. bei Theodor Leschetitzky (Klavier) und Eusebius Mandyczewski (Komposition). Er wirkte als Pianist und Komponist vor allem in Frankreich, Deutschland und Österreich. Seine Studien für Klavier fanden Eingang in die Lehrbücher der Konservatorien von Paris, Berlin und Wien. Er komponierte Klavierwerke, Orchesterwerke und Vokalmusik. Ein großer Teil seiner Kompositionen ist verloren gegangen. Populär blieb eine Bagatelle für Violine und Klavier. Außerdem verfasste Scărlătescu auch Gedichte. Sein Drama Ultimul episod al vieții lui Othello wurde 1906 in Prag aufgeführt.

## Kompositionen
- Etudes symphoniques
- Poeme românești
- 20 poeme muzicale
- Vier Lieder
- Tonstücke